# گاو دریایی تن‌مویی آمازونی
گاو دریایی تن‌مویی آمازونی یا گاودریایی آمازونی (نام علمی: Trichechus inunguis) پستانداری آبزی از راستهٔ گاودریاییان (Sirenia)، تیرهٔ تن‌موییان (Trichechidae) و سردهٔ تریککوس (Trichechus) است. این جانور در آب‌های شیرین برزیل, پرو, کلمبیا, اکوادور, گویان, و ونزوئلا زندگی می‌کند.